# 永瀬圭志朗
永瀬 圭志朗（ながせ けいしろう、2004年5月19日 - ）は、日本の元子役。

## 出演作品

### テレビドラマ
- ビューティフルレイン（2012年、フジテレビ）
- 水曜ミステリー9 / 作家探偵・山村美紗3 京都・舞妓殺人 死者からの招待状（2013年11月6日、テレビ東京） - 山岡雄三（幼少期）
- 烈車戦隊トッキュウジャー（2014年2月16日 - 2015年2月15日、テレビ朝日） - 渡嘉敷晴（トカッチ幼少期）
- グッド・バイ 第6話 特別編（2018年8月19日、テレビ大阪・BSジャパン） - 高校生男子2

### 映画
- 魔女の宅急便（2014年3月1日、東映）
- スーパー戦隊シリーズ（東映） - 少年トカッチ
  - 烈車戦隊トッキュウジャーVSキョウリュウジャー THE MOVIE（2015年1月17日）
  - 手裏剣戦隊ニンニンジャーVSトッキュウジャー THE MOVIE 忍者・イン・ワンダーランド（2016年1月23日）
- サクラダリセット 後篇（2017年5月13日、ショウゲート）

### オリジナルビデオ
- 行って帰ってきた烈車戦隊トッキュウジャー 夢の超トッキュウ7号（2015年6月24日、東映ビデオ） - 渡嘉敷晴 / トッキュウ2号

### CM
- ベネッセコーポレーション「新小学一年生 こどもちゃれんじ」
- アルソック
- ソフトバンク「ヘルスケア新商品」
- スパリゾートハワイアンズ「タカラトミーフェスティバル」篇

### MV
- UVERworld 「一滴の影響 -ダブル・ライフ-」（2017年2月1日）